# Пътен просвет
Пътен просвет (също клѝрънс, на английски: clearance) е разстоянието от повърхността, върху която се намира автомобил или друго превозно средство, до неговата най-ниска точка, различна от колелата или други части проектирани да контактуват със земята. Обикновено се измерва със стандартизирано оборудване и при автомобилите се определя без пътници и товар.
Това е една от особено важните характеристики на автомобила. При по-голям пътен просвет центърът на тежестта на превозното средство се измества по-високо, което го прави трудно за управление и увеличава вероятността от преобръщане. По-големият пътен просвет също така се отразява негативно на аеродинамичните качества на колата. По-големият пътен просвет обаче е по-подходящ за неравен терен, тъй като намалява риска от сериозно одраскване и съответно повреди на шасито и долната част на автомобила.
Обикновено за спортните коли е характерен нисък пътен просвет, а за превозните средства с висока проходимост (джипове и други) – голям пътен просвет. Типични представители на двете крайности в това отношение са Ferrari F40 и Hummer.
Някои модерни автомобили като Audi allroad quattro дават възможност да се регулира просвета в зависимост от пътните условия и/или настройките, задавани от шофьора. За пръв път се прилага в Ситроен DS.